# Partido Comunista da Federação Russa
O Partido Comunista da Federação Russa (PCFR; Russo: Коммунистическая Партия Российской Федерации; КПРФ; Kommunisticheskaya Partiya Rossiyskoy Federatsii, KPRF) é um partido político comunista na Rússia que adere à filosofia marxista-leninista. O partido é frequentemente visto como o sucessor imediato do Partido Comunista da União Soviética (PCUS), que foi banido em 1991 pelo então presidente russo Boris Ieltsin após uma tentativa falhada de golpe de estado. É o segundo maior partido político da Federação Russa depois da Rússia Unida. A organização juvenil do partido é o Komsomol Leninista da Federação Russa. O partido é administrado por um Comité Central.
O PCFR foi fundado no Segundo Congresso Extraordinário dos Comunistas Russos a 14 de Fevereiro de 1993 como a organização sucessora do Partido Comunista da República Socialista Federativa Soviética Russa (PCRSFSR). Em 2015, o partido tinha 160.000 membros. O objectivo declarado do partido é estabelecer uma «nova e modernizada forma de socialismo» na Rússia. Os objectivos imediatos do partido incluem a nacionalização dos recursos naturais, agricultura e grandes indústrias no quadro de uma economia mista que permite o crescimento de pequenas e médias empresas no sector privado.

## História
O PCFR é liderado por Guennadi Ziuganov, que fundou o partido no início de 1993 com os antigos políticos soviéticos Yegor Ligachev e Anatoly Lukyanov, entre outros. Ziuganov era afilhado político de Alexander Yakovlev, o "avô da glasnost", no Comitê Central da PCUS. Após o colapso da União Soviética em 1991, ele virou membro ativo do movimento nacional-patriótico russo, virando presidente da Frente de Salvação Nacional.
Um novo movimento de esquerda foi formado por iniciativa do PCFR em 7 de agosto de 1996. Foi chamado de União Popular Patriótica da Rússia (UPPR) e consistia de mais de 30 organizações nacionalistas de esquerda e de direita. Em 1996, Ziuganov foi lançado candidato à presidência pelo PCFR e foi apoiado pela UPPR. Ele recebeu apoio do proeminente intelectual Aleksandr Zinovyev (dissidente do regime soviético que virou adepto do comunismo durante a perestroika) e de Zhores Ivanovich Alferov, que venceria o Prêmio Nobel da Física em 2000.
Antigos membros de PCFR incluem políticos famosos que abandonaram o partido após suas ideias colidirem com as de Ziuganov, que tem o apoio da maioria dos membros. Entre os dissidentes mais notáveis estiveram Gennady Seleznev (em 2001), Sergey Glazyev (em 2003) e Gennady Semigin (em 2004).
O PCFR foi fundado a 14 de Fevereiro de 1993 no Segundo Congresso Extraordinário dos Comunistas Russos, onde se declarou sucessor do Partido Comunista da República Socialista Soviética Russa (PCRSFSR). Formou-se através da fusão de vários grupos sucessores do Partido Comunista da União Soviética (PCUS), incluindo o Partido Socialista do Povo Trabalhador de Roy Medvedev (de orientação esquerda-socialista), o Sindicato de Comunistas de Alexei Prigarin; e grande parte dos membros do Estalinista Partido dos Trabalhadores Comunistas Russos (embora o líder do partido, Viktor Anpilov, tenha rejeitado o novo partido). O PCFR tornou-se rapidamente no maior partido da Rússia, com 500.000 membros logo após a sua fundação, mais do dobro da quantidade de membros de todos os outros partidos combinados.
Gennady Zyuganov, co-fundador do partido, juntamente com antigos políticos soviéticos Yegor Ligachev, Anatoly Lukyanov, Andrew Konstant e outros, foi eleito para líder do partido no Segundo Congresso Extraordinário. Zyuganov tinha sido um duro crítico de Alexander Yakovlev, o chamado "padrinho da glasnost", no Comité Central do PCUS. Após o colapso da União Soviética em 1991, tornou-se activo no movimento russo "nacional-patriótico", sendo o presidente da Frente Nacional de Salvação (alguns autores intitulam-no de nacionalista).
Após o sucesso do PCFR nas eleições legislativas de 1995, surgiu como a principal oposição ao Presidente em exercício Boris Yeltsin para as eleições presidenciais de 1996, cujo índice de aprovação era de um só dígito. Para se opor a Ieltsin, Zyuganov organizou um "bloco popular-patriótico" de organizações nacionalistas para apoiar a sua candidatura. Após as eleições, a 7 de Agosto de 1996, a coligação que o apoiava foi transformada numa organização oficial, a União Patriótica Popular da Rússia (NPSR), constituída por mais de 30 organizações de esquerda e nacionalistas, incluindo a União Russa de Todo o Povo, liderada por Sergey Baburin. Zyuganov foi o seu presidente. Continuou a apoiar Zyuganov nas eleições presidenciais de 2000. A NPSR deveria formar a base de um sistema bipartidário, com o NPSR a opor-se ao "partido do poder" governante.
O partido sofreu um forte declínio nas eleições legislativas de 2003, passando de 113 para 52 assentos. Zyuganov chamou às eleições de 2003 um "espectáculo revoltante" e acusou o Kremlin de criar um "partido Potemkin", Rodina, para roubar os seus votos. O PCFR foi apoiado pela União do Povo de Sergey Baburin para as eleições parlamentares russas de 2007.
Nas eleições presidenciais de 2012, Zyuganov denunciou irregularidades eleitorais nas eleições legislativas de 2011, mas também expressou a sua oposição aos organizadores das manifestações de massas de Dezembro de 2011, que considera orquestradas por ultra liberais que exploraram a agitação. O partido desempenhou um papel menor como catalisador dos protestos. O partido apelou também recentemente para que a Rússia reconhecesse formalmente a República Popular de Donetsk e a República Popular de Lugansk.

## Ideologia

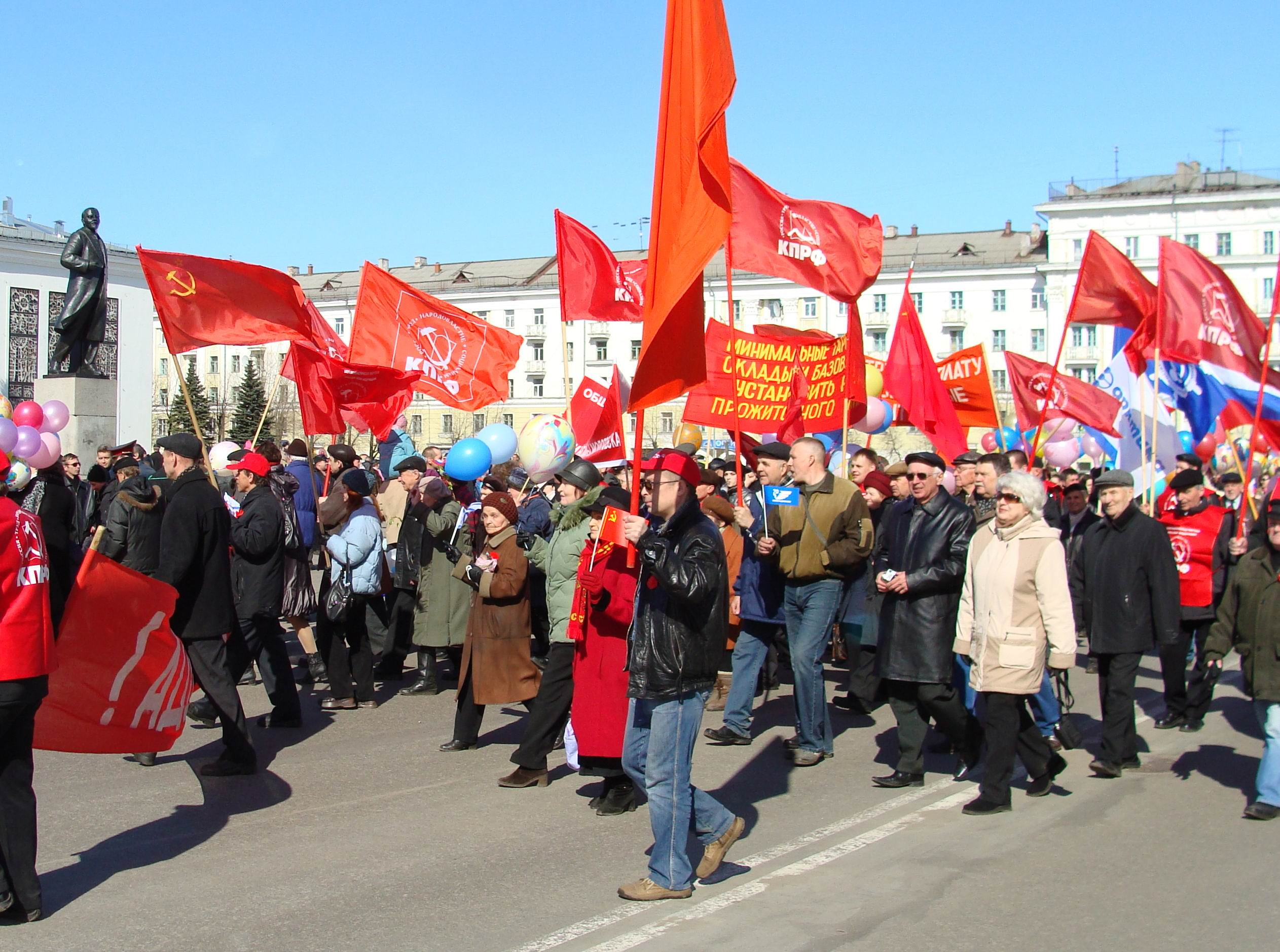
Dia dos trabalhadores na Rússia.

O actual programa do partido foi adoptado em 2008, onde o PCFR declarou que é a única organização política que defende consistentemente os direitos dos trabalhadores e os interesses nacionais. De acordo com o programa, o objectivo estratégico do partido é construir na Rússia um "socialismo renovado, socialismo do século XXI". O programa do Partido Comunista declara que o partido é guiado pelo Marxismo-Leninismo, com base na experiência e realizações da ciência e cultura nacional e mundial. De acordo com o partido, existe um "confronto entre a Nova Ordem Mundial e o povo russo com os seus mil anos de história, e com as suas qualidades", "comunalidade e grande poder, fé profunda, altruísmo imortal e rejeição decisiva do paraíso liberal-democrático burguês de atracção mercantil".
De acordo com o seu programa, o PCFR considera necessário reformar o país em três fases. Na primeira fase, é necessário alcançar o poder dos trabalhadores através da representação por uma coligação liderada pelo PCFR. Atingir este objectivo ajudará a eliminar a devastação do ponto de vista do partido, as consequências conduzidas na última década de reformas, em particular pela nacionalização da propriedade privatizada nos anos 90. No entanto, neste caso, os pequenos produtores permanecerão e, além disso, serão organizados para os proteger de assaltos por "grandes empresas, burocratas e grupos mafiosos". Está prevista a reforma da gestão das empresas através da criação de conselhos a vários níveis. Na segunda fase, o papel dos conselhos e sindicatos irá aumentar ainda mais. Na economia será feita uma transição gradual para uma forma socialista de actividade económica, mas ainda se mantém o capital privado pequeno. Por fim, a terceira fase é a de construir o socialismo.
O Primeiro Secretário Gennady Zyuganov também expressou que deveriam aprender com o exemplo bem sucedido da China e construir o socialismo russo. Ele também encorajou todos os membros do partido a ler os "Textos selecionados de Deng Xiaoping". Disse ele durante a sua visita à China em 2008: "Se tivéssemos aprendido mais cedo com o sucesso da China, a União Soviética não se teria dissolvido".

### Programa Partidário

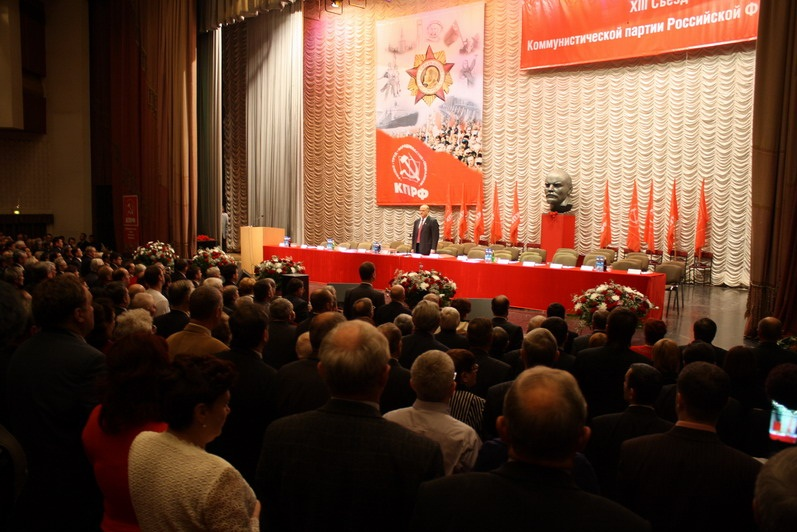
XIII Congresso do Partido Comunista da Federação Russa em 2008

Nas condições actuais na Federação Russa, o PCFR apela para as seguintes propostas:
- Parar a extinção do país, restabelecer os benefícios para as famílias numerosas, reconstruir a rede de jardins de infância públicos e proporcionar alojamento às famílias jovens.
- Manifestantes comunistas com o sinal "a ordem de demissão de Vladimir Putin pela traição dos interesses nacionais", Moscovo, 1 de Maio de 2012
- Nacionalizar os recursos naturais na Rússia e os sectores estratégicos da economia; as receitas destas indústrias devem ser utilizadas no interesse de todos os cidadãos.
- Devolver à Rússia as reservas financeiras do Estado em bancos estrangeiros e utilizá-las para o desenvolvimento económico e social.
- Romper com sistema de fraude total nas eleições.
- Criar um sistema judicial verdadeiramente independente.
- Realizar um pacote imediato de medidas para combater a pobreza e introduzir controlos de preços em bens essenciais.
- Não aumentar a idade da reforma.
- Restaurar a responsabilidade governamental pela habitação e serviços públicos, estabelecer taxas para serviços municipais num montante não superior a 10% do rendimento familiar, parar o despejo de pessoas e expandir a habitação pública.Manifestantes comunistas com o sinal "a ordem de demissão de Vladimir Putin pela traição dos interesses nacionais", Moscovo, 1 de Maio de 2012

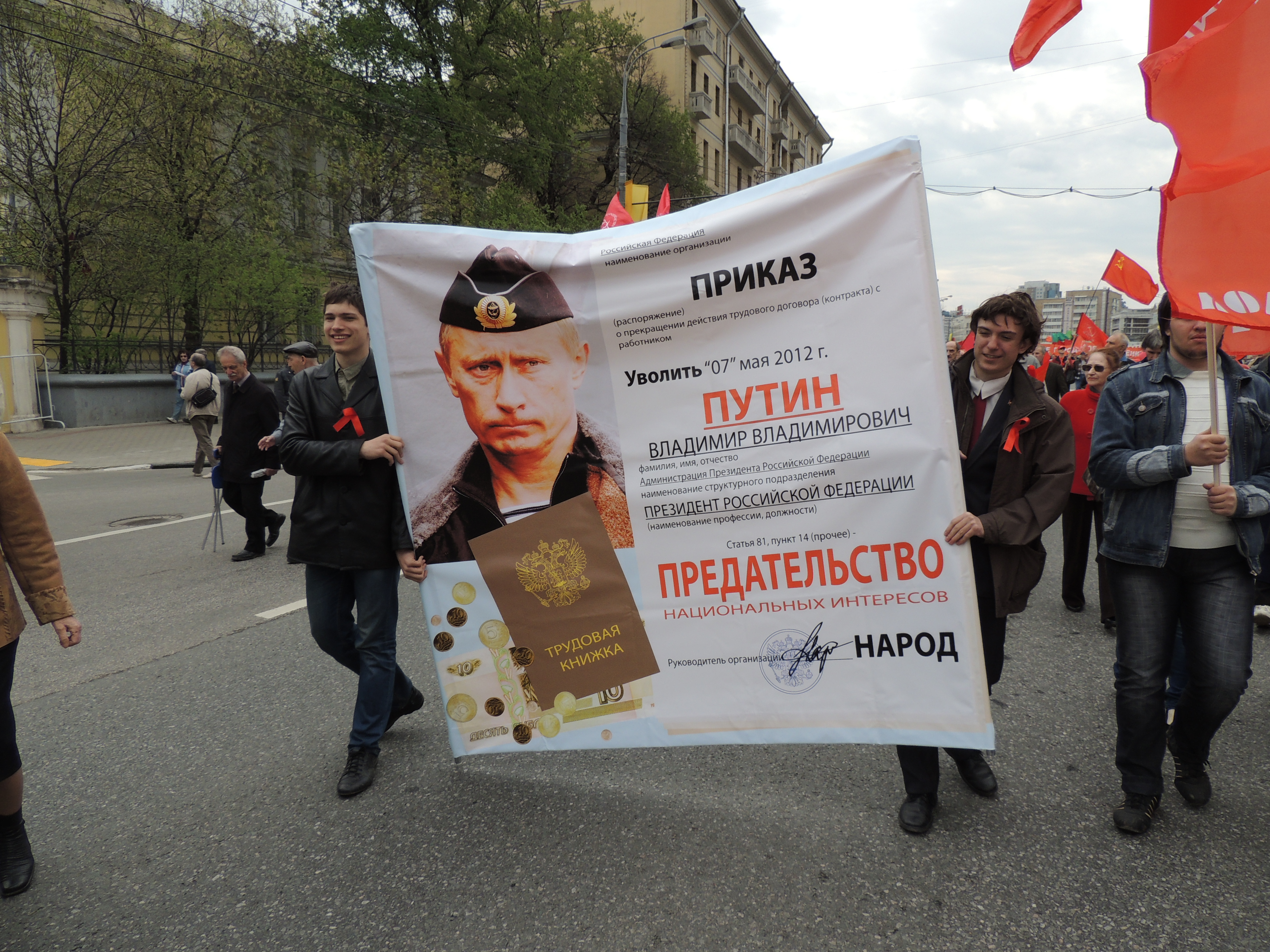
Manifestantes comunistas com o sinal "a ordem de demissão de Vladimir Putin pela traição dos interesses nacionais", Moscovo, 1 de Maio de 2012

- Aumentar o financiamento para que a ciência, os cientistas e toda a investigação necessária tenham salários decentes.
- Restaurar os mais elevados padrões de ensino secundário e superior universal e gratuito que existiam durante a era soviética.
- Assegurar a disponibilidade e a qualidade dos cuidados de saúde.
- Desenvolver vigorosamente o fabrico de alta tecnologia.
- Assegurar a segurança alimentar e ambiental do país e apoiar as grandes explorações agrícolas colectivas para a produção e transformação de produtos agrícolas.
- Dar prioridade à dívida interna sobre a dívida externa
- Introduzir uma tributação progressiva; os cidadãos de baixos rendimentos ficarão isentos do pagamento de impostos.
- Criar condições para o desenvolvimento de pequenas e médias empresas.
- Assegurar a acessibilidade dos bens culturais, parar a comercialização da cultura, defender a cultura russa como fundamento da unidade espiritual da Rússia multinacional, a cultura nacional de todos os cidadãos do país.
- Parar a calúnia da história russa e soviética.
- Tomar medidas drásticas para reprimir a corrupção e a criminalidade.
- Reforçar a defesa nacional e expandir as garantias sociais aos militares e oficiais da lei.
- Assegurar a integridade territorial da Rússia e a protecção dos compatriotas no estrangeiro.
- Instituir uma política externa baseada no respeito mútuo de países e povos para facilitar a restauração voluntária da União de Estados

O partido é a favor da cooperação com a Igreja Ortodoxa Russa. De acordo com as palavras de Zyuganov, o PCFR é um partido de ateísmo científico, mas não de ateísmo militante. A propaganda de qualquer religião é proibida dentro do partido. Ao contrário do PCUS após 1956, o PCFR celebra a governação de Joseph Stalin. O partido apoiou uma proibição da "promoção de relações sexuais não tradicionais a menores", na sua maioria denominada proibição de "propaganda homossexual a menores" nos meios de comunicação social ocidentais.

### Facções Internas
Desde a sua fundação, o PCFR tem tido várias facções internas distintas:
- Nacionalistas de esquerda. O líder do PCFR, Gennady Zyuganov, é desta tendência. Os nacionalistas de esquerda do partido identificam historicamente o socialismo com a Rússia e a Rússia culturalmente com o socialismo. Eles são influenciados pelas obras do historiador Lev Gumilyov e vêem a luta de classes como tendo evoluído para a luta entre civilizações.[32]
- Marxistas-Leninistas. A facção Marxista-Leninista do partido tem uma compreensão tradicional Leninista da luta de classes e do socialismo. Eles são tanto contra o nacionalismo como a social-democracia. Esta tendência reflecte-se fortemente na filiação do partido. Richard Kosolapov é um membro proeminente deste grupo.[33]
- Reformistas. Os reformistas do partido são social-democratas ou "reformistas-comunistas", que têm uma visão geralmente crítica da União Soviética. Esta facção teve uma maioria no Segundo Congresso Extraordinário, mas tem declinado desde então.[32]

## Estrutura Partidária
O CPRF é legalmente registado na Rússia. Em termos organizacionais, reflecte em grande parte o PCUS, sendo o partido liderado por um Comité Central com um compromisso para com o centralismo democrático. Tem escritórios regionais em 81 sedes federais. Cada escritório regional é controlado pelo comité local (oblast, cidade, etc.), chefiado pelo Primeiro Secretário. A sede do partido é em Moscovo. O Komsomol Leninista da Federação Russa é a organização juvenil do partido.

### Cooperação internacional
Em 1993, o partido fundou a União dos Partidos Comunistas - Partido Comunista da União Soviética. Desde 2001, a organização é liderada por Gennady Zyuganov e passou a fazer parte do Comité Central.
O partido tem relações amigáveis com o Partido da Esquerda Europeia, mas não é membro do mesmo. O partido também tem relações amigáveis com o Partido Comunista da China.
A 24 de março de 2017, o partido enviou uma delegação para a Coreia do Norte e assinou um "protocolo de cooperação" com o Partido dos Trabalhadores da Coreia. Durante a visita, uma pedra foi colocada na Torre Juche.
Em outubro de 2017 o partido foi anfitrião do 19.º Encontro Internacional de Partidos Comunistas e Operários na cidade de São Petersburgo, marcando o centenário da Revolução de Outubro, com a presença de mais de 100 partidos de todo o mundo.

### Media
O Pravda é o jornal do Partido Comunista, e tem mais de 30 edições regionais. O partido também tem um jornal chamado Sovetskaya Rossiya (Rússia Soviética).

### Finanças
De acordo com o relatório financeiro do CPRF, em 2006 a parte recebeu 127.453.237 rublos (3.998.835 US$):
- 29% - taxas de filiação
- 30% - o orçamento federal
- 6% - donativos
- 35% - outros rendimentos

Em 2006, o partido gastou 116.823.489 rublos (3.665.328 US$):
- 5% - para a manutenção dos escritórios regionais
- 21% - sobre promoção (informação, publicidade, publicação e impressão)
- 10% - o conteúdo dos órgãos directivos
- 7% - a preparação e realização de eleições e referendos
- 36% - editores de conteúdos, meios de comunicação e instituições educativas

A 19 de Outubro de 2008, o líder do partido Gennady Zyuganov apelou aos cidadãos da Rússia para que apoiassem financeiramente o partido na implementação dos seus objectivos políticos.

## Suporte popular e resultados eleitorais
O PCFR é forte nas grandes cidades e nos grandes centros industriais e científicos ("naukograds"), bem como nas pequenas cidades e vilas em torno de Moscovo. Por exemplo, uma das poucas mesas de voto que deu sucesso ao CPRF durante as eleições legislativas russas de 2007 foi na Universidade Estatal de Moscovo. O PCFR é também forte no Extremo Oriente Russo, na Sibéria e nos Urais.

### Eleições presidenciais
Em todas as eleições presidenciais que se realizaram na Federação Russa, o candidato do Partido Comunista terminou em segundo lugar. Em 2012, vários políticos da oposição, incluindo Boris Nemtsov, afirmaram que Dmitri Medvedev lhes admitiu que Zyuganov teria realmente ganho as eleições de 1996 se não fosse por fraude em favor de Ieltsin. De acordo com os resultados oficiais, Zyuganov recebeu 17,18% dos votos nas eleições presidenciais de 2012. De acordo com observadores independentes, houve fraude em larga escala a favor de Putin. Ele chamou à eleição "uma de ladrões, absolutamente desonesta e indigna".
| Data | Candidato apoiado  | 1ª Volta | 1ª Volta   | 1ª Volta     | 2ª Volta | 2ª Volta   | 2ª Volta     |
| Data | Candidato apoiado  | CI.      | Votos      | %            | CI.      | Votos      | %            |
| ---- | ------------------ | -------- | ---------- | ------------ | -------- | ---------- | ------------ |
| 1996 | Guennadi Ziuganov  | 2.º      | 24 211 686 | 32,5 / 100,0 | 2.º      | 30 102 288 | 40,7 / 100,0 |
| 2000 | Guennadi Ziuganov  | 2.º      | 21 928 468 | 29,5 / 100,0 |          |            |              |
| 2004 | Nikolay Kharitonov | 2.º      | 9 514 554  | 13,8 / 100,0 |          |            |              |
| 2008 | Guennadi Ziuganov  | 2.º      | 13 243 550 | 18,0 / 100,0 |          |            |              |
| 2012 | Guennadi Ziuganov  | 2.º      | 12 288 624 | 17,2 / 100,0 |          |            |              |
| 2018 | Pavel Grudinin     | 2.º      | 8 659 666  | 11,8 / 100,0 |          |            |              |
| 2024 | Nikolay Kharitonov | 2.º      | 3 768 470  | 4,4 / 100,0  |          |            |              |

### Eleições legislativas
| Data | M. Uninominal | M. Uninominal | M. Uninominal | M. Uninominal | M. Proporcional | M. Proporcional | M. Proporcional | M. Proporcional | Deputados | +/- | Status   |
| Data | CI.           | Votos         | %             | +/-           | CI.             | Votos           | %               | +/-             | Deputados | +/- | Status   |
| ---- | ------------- | ------------- | ------------- | ------------- | --------------- | --------------- | --------------- | --------------- | --------- | --- | -------- |
| 1993 | 4.º           | 1 848 888     | 3,5 / 100,0   |               | 3.º             | 6 666 402       | 12,4 / 100,0    |                 | 65 / 450  |     | Oposição |
| 1995 | 1.º           | 8 636 392     | 12,8 / 100,0  | 9,3           | 1.º             | 15 432 963      | 22,3 / 100,0    | 9,9             | 157 / 450 | 92  | Oposição |
| 1999 | 1.º           | 8 893 547     | 13,7 / 100,0  | 0,9           | 1.º             | 16 196 024      | 24,3 / 100,0    | 2,0             | 113 / 450 | 44  | Oposição |
| 2003 | 2.º           | 6 577 598     | 11,2 / 100,0  | 2,4           | 2.º             | 7 647 820       | 12,6 / 100,0    | 11,7            | 52 / 450  | 61  | Oposição |
| 2007 |               |               |               |               | 2.º             | 8 046 886       | 11,6 / 100,0    | 1,0             | 57 / 450  | 5   | Oposição |
| 2011 | 2.º           | 12 599 507    | 19,2 / 100,0  | 7,6           | 92 / 450        | 35              | Oposição        |                 |           |     |          |
| 2016 | 2.º           | 6 492 145     | 12,9 / 100,0  |               | 2.º             | 7 019 752       | 13,3 / 100,0    | 5,9             | 42 / 450  | 50  | Oposição |
| 2021 | 2.º           | 8 984 506     | 16,9 / 100,0  | 4,0           | 2.º             | 10 660 669      | 19,3 / 100,0    | 6,0             | 57 / 450  | 15  | Oposição |

### Resultados das eleições parlamentares por oblast
| Região               | 2003 % | 2007 % | 2011 % |
| -------------------- | ------ | ------ | ------ |
| Oblast de Murmansk   | 7.44   | 17.47  | 21.76  |
| República de Komi    | 8.72   | 14.23  | 13.46  |
| Oblast de Vologda    | 8.77   | 13.44  | 16.78  |
| Oblast de Leningrado | 9.05   | 17.07  | 17.31  |
| São Petersburgo      | 8.48   | 16.02  | 15.50  |
| Oblast de Pskov      | 15.17  | 19.41  | 25.13  |
| Oblast de Moscovo    | 9.67   | 18.81  | 19.35  |
| Oblast de Oryol      | 16.28  | 17.58  | 31.98  |
| Oblast de Samara     | 17.38  | 18.39  | 23.13  |
| Krai de Stavropol    | 13.70  | 14.28  | 18.40  |
| Daguestão            | 18.31  | 6.64   | 8.38   |
| Oblast de Omsk       | 16.23  | 22.90  | 21.87  |
| Oblast de Tyumen     | 9.94   | 8.43   | 11.74  |
| Oblast de Tomsk      | 12.60  | 13.37  | 22.39  |
| National             | 12.61  | 11.57  | 19.20  |

### Eleições regionais
Em Fevereiro de 2005, o CPRF derrotou o partido governista pró-Kremlin Rússia Unida nas eleições para a legislatura regional do Okrug Autónomo de Nenétsia, obtendo 27% do voto popular.
Nas eleições da Duma de Moscovo, realizadas a 4 de Dezembro de 2005, o partido ganhou com 16,75%, obtendo 4 lugares, o melhor resultado de sempre para o CPRF em Moscovo.
A 11 de Março de 2007, realizaram-se eleições para 14 legislaturas regionais e locais. O PCFR teve um desempenho muito bom e aumentou os seus votos na maioria dos territórios; ficou em segundo lugar em Oryol Oblast (23,78%), Omsk Oblast (22,58%), Pskov Oblast (19,21%) e Samara Oblast (18,87%), Oblast de Moscovo (18,80%), Oblast de Murmansk (17,51%) e Oblast de Tomsk (13,37%), sendo assim o maior partido de oposição na Rússia.
A 21 de Maio de 2007, o CPRF obteve um sucesso importante nas eleições autárquicas de Volgogrado. O candidato comunista Roman Grebennikov ganhou as eleições para presidente da câmara com 32,47% dos votos e tornou-se o presidente da câmara mais jovem de uma capital regional. Em 2008, Roman Grebennikov mudou a sua lealdade à Rússia Unida, indignando muitos comunistas que o acusaram de utilizar o PCFR como instrumento para se tornar eleito.
A 7 de Abril de 2011, o candidato do CPRF Ilya Potapov venceu as eleições autárquicas na cidade de Berdsk com uma vitória esmagadora sobre os candidatos da Rússia Unida.
Nas eleições governamentais de 2015, o candidato indicado pelo partido Sergey Levchenko venceu as eleições no Oblast de Irkutsk.
Nas eleições governamentais de 2018, os candidatos do Partido Comunista Andrey Klychkov e Valentin Konovalov ganharam as eleições gubernatoriais no Oblast de Oryol e Khakassia, respectivamente. Além disso, nas eleições de Primorsky Krai, o candidato do partido Andrey Ishchenko pôde passar na segunda volta das eleições em que perdeu, de acordo com os resultados oficiais. O resultado dessas eleições foi declarado inválido devido a um grande número de violações em relação às quais estavam agendadas para dezembro de 2018 eleições de retirada, mas o Partido Comunista decidiu não nomear o seu candidato para a nova eleição.
Nas eleições de 2018 para os parlamentos regionais, o Partido Comunista ocupou o primeiro lugar na votação das listas dos partidos em três regiões. No entanto, em duas regiões, a Rússia Unida ainda conseguiu obter uma maioria relativa nos parlamentos regionais, à custa dos deputados-mandatários únicos. No entanto, no Oblast de Irkutsk, o partido obteve uma maioria relativa e é a maior facção na Assembleia Legislativa. Assim, o Oblast de Irkutsk é actualmente a única região em que ambos os ramos do governo (executivo e legislativo) são controlados pelo Partido Comunista.
| Resultados do PCFR em eleições parlamentares regionais | Resultados do PCFR em eleições parlamentares regionais | Resultados do PCFR em eleições parlamentares regionais |
| Região                                                 | 2003–2005 %                                            | 2009 %                                                 |
| ------------------------------------------------------ | ------------------------------------------------------ | ------------------------------------------------------ |
| Arkhangelsk Oblast                                     | 8.61                                                   | 16.67                                                  |
| Bryansk Oblast                                         | 18.57                                                  | 22.76                                                  |
| Vladimir Oblast                                        | 20.33                                                  | 27.75                                                  |
| Volgograd Oblast                                       | 25.83                                                  | 23.57                                                  |
| Kabardino-Balkaria                                     | 8.69                                                   | 8.36                                                   |
| Karachay–Cherkessia                                    | 15.57                                                  | 10.07                                                  |
| Nenets Autonomous Okrug                                | 25.86                                                  | 20.51                                                  |
| Tatarstan                                              | 6.34                                                   | 11.15                                                  |
| Khakassia                                              | 7.04                                                   | 14.69                                                  |
| Total                                                  | 12.79                                                  | 15.88                                                  |

## Galeria

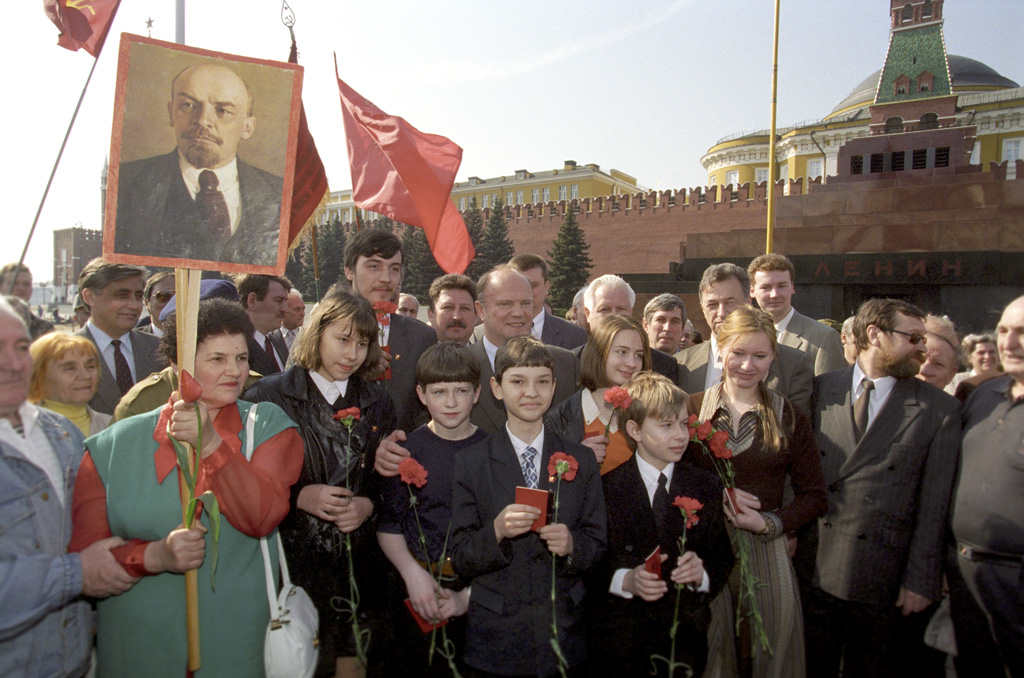
Zyuganov com membros do Komsomol Leninista da Federação Russa.
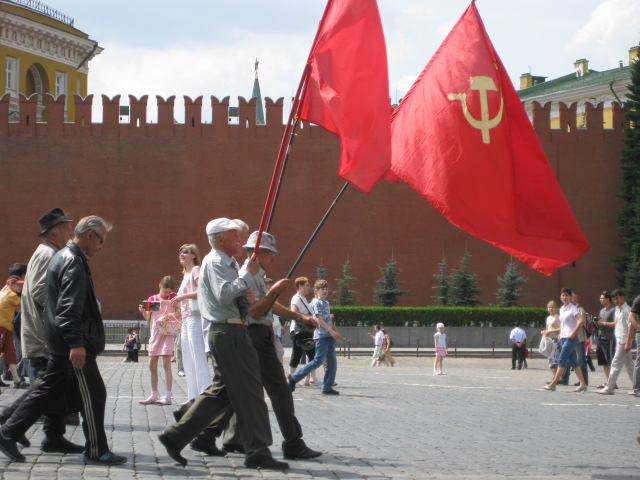
Manifestação de comunistas na Praça Vermelha.
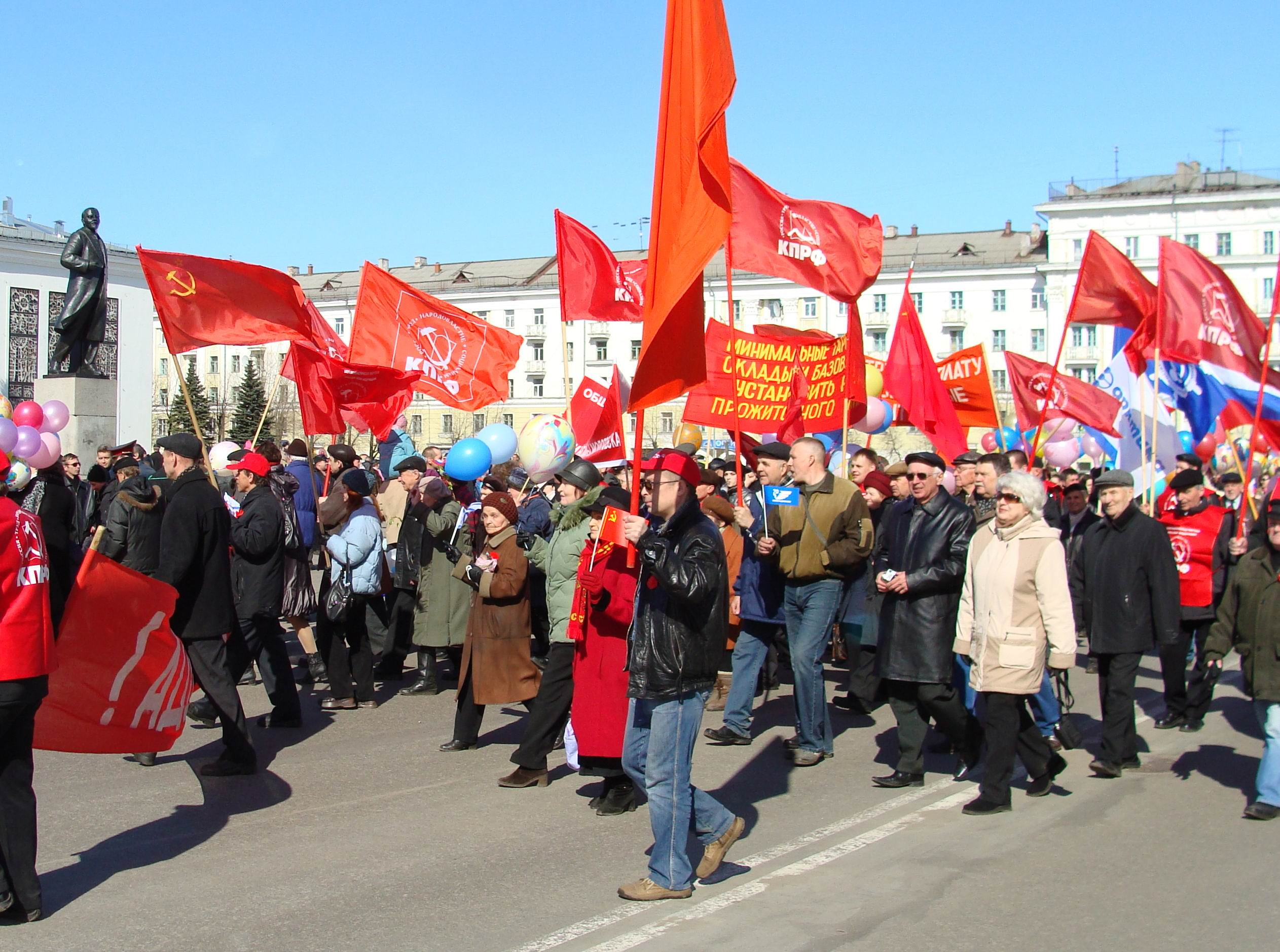
Comunistas marchando no Dia Internacional do Trabalhador em 2009, Severodvinsk.
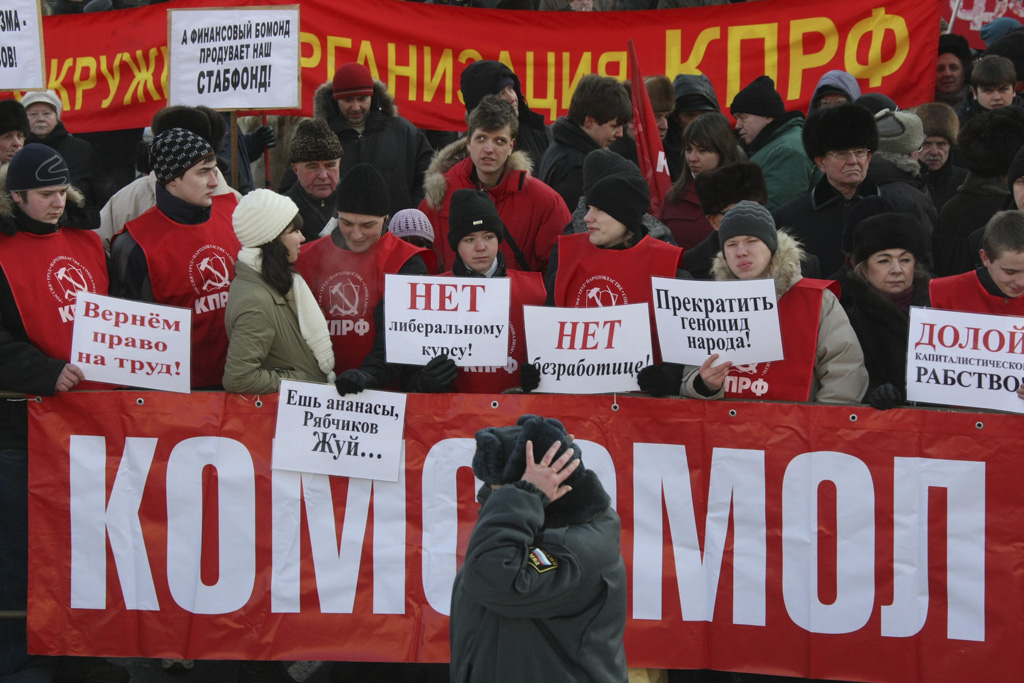
Comunistas marchando no Dia Internacional do Trabalhador em 2009, O Partido Comunista realizou uma manifestação na Praça Triumfalnaya, em Moscovo.
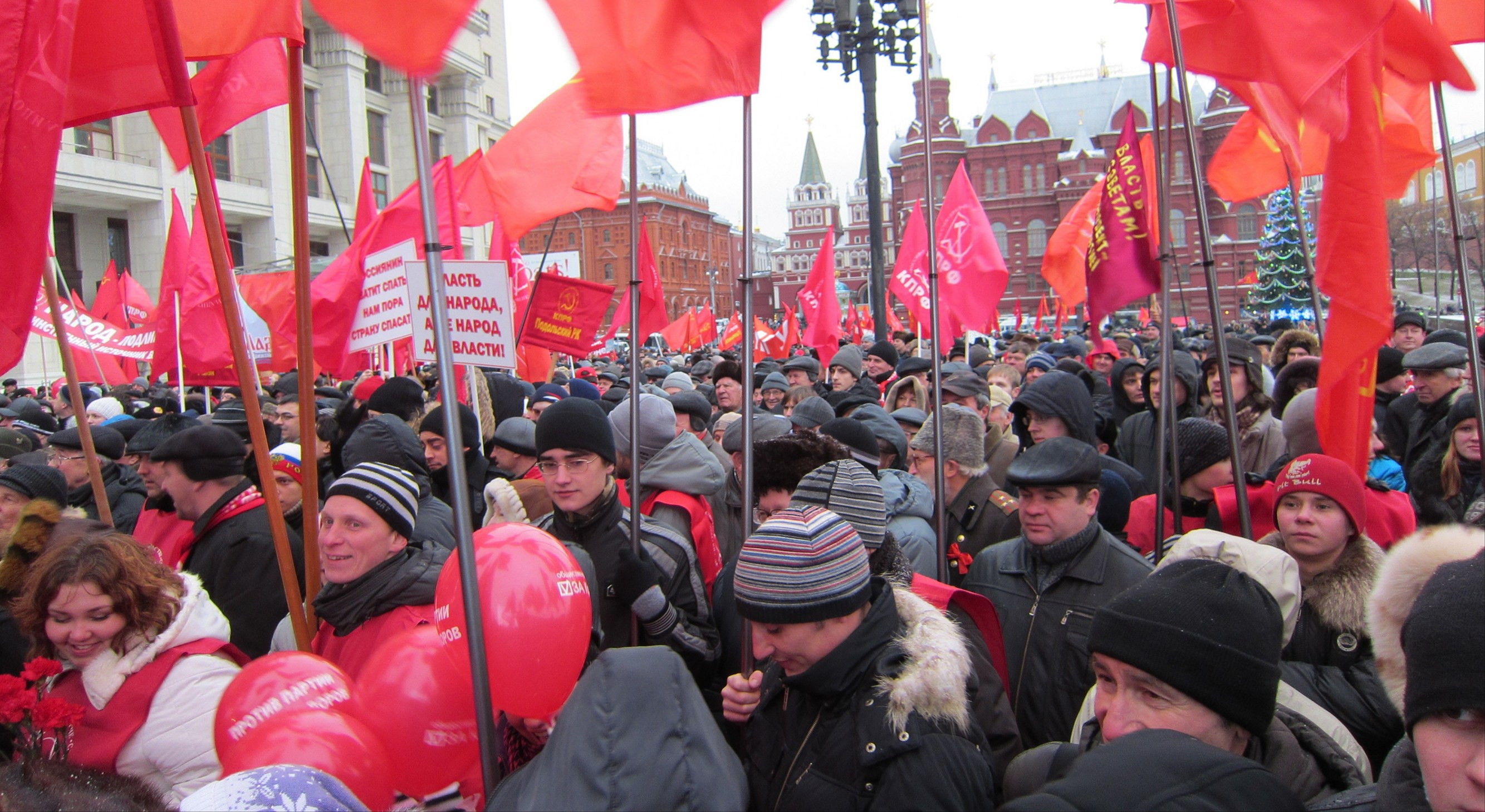
Demonstração do Partido
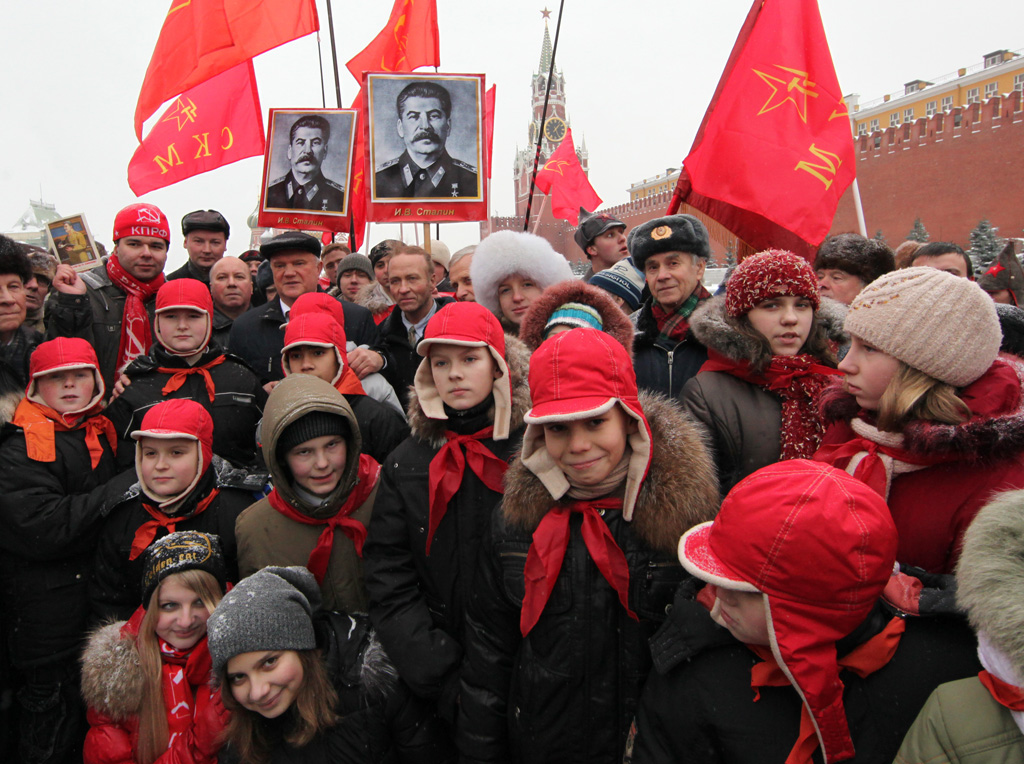
Membros do partido deitam flores no túmulo de Josef Stalin
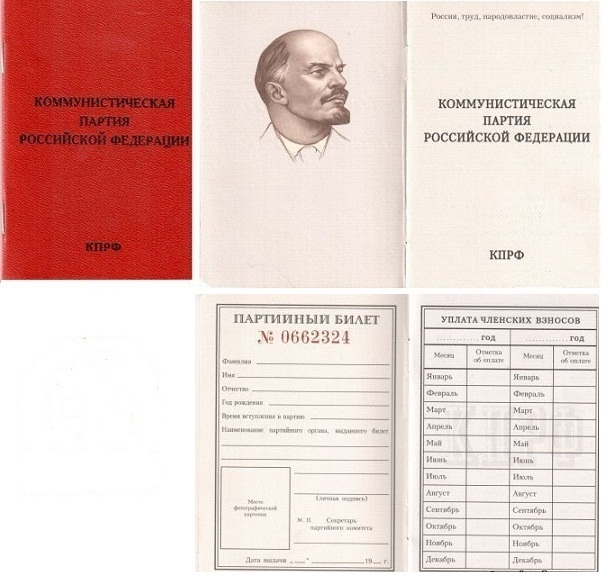
Cartão de membro do partido